# Tutsi

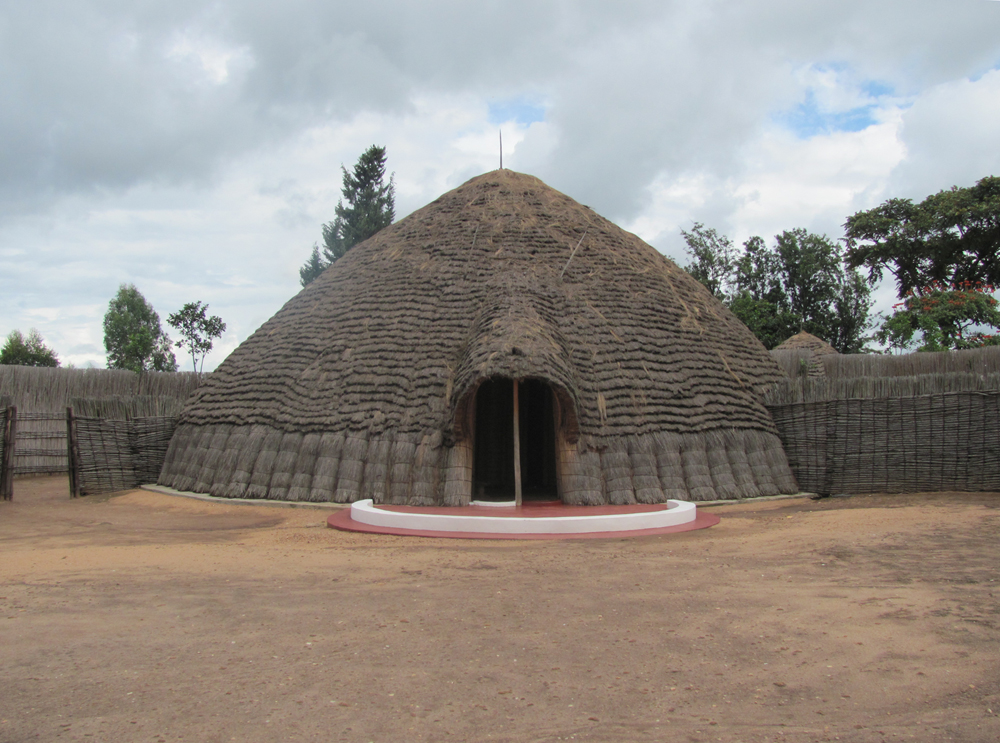
Replica fostului palat regal al regelui Mutara III.Rudahigwa în Nyanza, în Rwanda

Tutsi sunt un grup social (castă) care trăiește în statele est-africane, Rwanda și Burundi, precum și în zona de frontieră de est a Republicii Democratice Congo, care este înțeles greșit ca un grup etnic sau un trib ca urmare a politicii puterii coloniale. 
În timpurile pre-coloniale a existat în Rwanda și Burundi, o coexistență a grupurilor sociale, tutsi, hutu și twa, în timp ce rămâne contestat în ce măsură aceștia din urmă sunt etnici Twa. Distincția dintre hutu și tutsi a fost solidificată de puterile coloniale Germania și după 1918, Marea Britanie și Belgia. Criteriul pentru împărțirea ruandenilor în recensământul din 1934/35, de exemplu, întinderea proprietății bovinelor: Aici era tutsi, care avea mai mult de zece vite, iar ceilalți erau hutu. Această măsură a permis puterilor coloniale să formeze o elită locală, care să poată guverna populația rămasă, tot în sensul conducătorilor coloniali. Această împărțire etnologic discutabilă a populației a dus la conflicte puternice între minoritatea tutsi și hutu-ul superior numeric, care, după plecarea puterilor coloniale, au ajuns în confruntări violente prelungite și în mai multe ucideri în masă ale celuilalt grup. Conflictul a culminat în 1994 cu genocidul din Rwanda. Din 7 aprilie 1994 până la mijlocul lunii iulie, între 500.000 și 1.000.000 de tutsi și hutu au fost uciși. 
Tutsi au jucat rolul dominant în tratarea genocidului în așa-numitele instanțe din Gacaca din 2012. 

## Literatură
- Nigel Eltringham: Accounting for Horror. Post-genocide debates in Rwanda. Pluto Press, Londra u.   a. 2004, ISBN 0-7453-2001-5 .
- Karen Krüger: An ihren Fingern wollt ihr sie erkennen? În: FAZ, 15 aprilie 2005.
- Benjamin Seee : Le Piège Ethnique. Éditions Dagorno, Paris 1999, ISBN 2-910019-54-3 (Capcana etnică).
- Helmut Strizek: Geschenkte Kolonien. Ruanda und Burundi unter deutscher Herrschaft (= Schlaglichter der Kolonialgeschichte 4). Cu un eseu despre dezvoltarea până în prezent. Linkuri, Berlin 2006, ISBN 3-86153-390-1, (recenzie a cărții). Germania cultura radio.